# 슈테피 그라프
슈테파니 마리아 "슈테피" 그라프(독일어: Stefanie Maria "Steffi" Graf, 1969년 6월 14일 ~ )는 전 세계 랭킹 1위였던 독일의 여자 테니스 선수이다.
그라프는 총 22회의 그랜드 슬램 단식 우승을 달성하여 남녀 선수를 통틀어 마가렛 코트(24회)에 이어 두 번째로 많은 그랜드 슬램 우승을 기록했다. 또한 그녀는 4개 그랜드 슬램 대회(호주 오픈, 프랑스 오픈, 윔블던, US 오픈)에서 모두 4번 이상 우승한 유일한 선수이다. 1988년에는 4개의 그랜드 슬램 대회에 더해 올림픽 테니스 여자 단식 금메달까지 획득하여 테니스 역사상 유일하게 한 해에 골든 슬램을 달성한 선수가 되었다.
그라프는 총 377주 동안 세계 랭킹 1위를 기록하여 WTA와 ATP가 랭킹 산정을 시작한 이래 남녀 선수를 통틀어 가장 오랫동안 세계 1위를 지킨 선수로 기록되어 있다. 또한 연말 랭킹 1위를 8회 달성하여 오픈 시대이래 가장 많은 연말 랭킹 1위 기록도 갖고 있다. 그녀는 107회의 단식 우승을 기록했으며, 이것은 마르티나 나브라틸로바(167회)와 크리스 에버트(154회)에 이어 세 번째로 많은 기록이다.
그라프는 1999년에 은퇴하였으며, 당시 그녀는 세계 랭킹 3위에 올라 있었다. 2001년 미국의 세계 랭킹 1위 테니스 선수였던 앤드리 애거시와 결혼하였으며, 슬하에 두 명의 자녀(Jaden과 Jaz Elle)를 두고 있다.

## 생애
그라프는 어린 시절 그녀의 아버지 페터 그라프로부터 처음 테니스를 배우기 시작했다. 그녀의 아버지는 자동차 보험 판매원이자 테니스 코치였는데, 그는 3살짜리 딸에게 우드 라켓으로 스윙하는 법을 거실에서 가르쳐주면서 적극적으로 그녀에게 테니스를 가르쳤다. 그라프는 4세 때 코트에 나가 연습을 하기 시작했으며 5세 때 첫 대회에 참가했다. 그녀는 오래지 않아 주니어 대회에서 곧잘 우승할 정도가 되었으며, 1982년에는 유럽 챔피언십 12세부와 18세부에서 우승했다.
그라프는 1982년 10월 독일 슈투트가르트에서 생애 첫 프로 대회에 출전했다. 그러나 1회전에서 US 오픈 2회 우승자이자 전 세계 랭킹 1위였던 트레이시 오스틴을 만나 6–4, 6–0으로 패했다. 트레이시 오스틴은 당시 13세였던 그라프에 대해 '미국에는 그녀와 같은 여자 선수가 수백 명은 있다'라며 평가절하했다. 12년후 인디언 웰즈 마스터스에서 두 사람이 다시 만났을 때 그라프는 오스틴을 6–0, 6–0으로 꺾었다.
1983년 13세였던 그라프는 세계 랭킹 124위를 기록했다. 이후 3년간 우승은 하지 못했으나, 랭킹은 점차 상승하여 1983년 98위, 1984년 22위, 그리고 1985년에는 6위까지 오르게 되었다. 1984년 그녀는 윔블던 4회전에서 10번 시드였던 영국의 조 두리를 거의 꺾을 뻔했다가 아깝게 패하면서 처음으로 세계의 이목을 끌었다. 같은 해 8월에는 15세의 나이(당시 최연소 참가자)로 1984년 로스앤젤레스 올림픽 테니스 시범 종목에 서독 국가대표로 출전해 금메달을 따기도 했다.
그라프의 스케줄은 전적으로 아버지에 의해 관리되었다. 그녀의 아버지는 그녀의 대회 출전 회수를 제한해서 그녀의 체력이 과도하게 소진되지 않도록 했다. 예를 들어 1985년 그녀는 연말 US 오픈까지 모두 합쳐 단지 10개 대회에만 출전했는데, 당시 그라프보다도 더 어렸던 아르헨티나의 또다른 신세대 스타 가브리엘라 사바티니가 21개 대회에 출전했던 것과 비교하면 이는 매우 적은 숫자였다. 그녀의 아버지는 그녀의 사생활 또한 엄격하게 통제했다. 언제나 연습과 경기를 최우선으로 했기 때문에, 대회 외의 행사나 모임 초청은 거절하는 일이 종종 있었다. 아버지 및 당시 코치였던 파벨 슬로질과 함께 훈련했던 그녀는 일상적으로 매일 4시간까지 연습을 했으며, 연습을 위해 공항에 도착하자마자 코트로 직행하는 일도 흔했다. 타고난 성격이 말수가 적고 내성적이었던데다 항상 훈련에만 집중하는 생활로 인해, 그녀는 선수 생활 초기에는 투어에서 친구를 거의 사귀지 못했다. 그러나 그렇게 테니스에만 집중한 덕분에 그녀의 실력은 꾸준히 향상되었다.
어느덧 톱랭커의 반열에 들게 된 그라프는 1985년에서 1986년 초까지 당시 여자 테니스계를 양분하고 있던 마르티나 나브라틸로바와 크리스 에버트에게 도전하게 된다. 이 시기에 그녀는 에버트에게 6번, 그리고 나브라틸로바에게 3번 패했으며, 이 모든 경기에서 한 세트도 따내지 못했다. 비록 우승은 거두지 못했으나 그라프는 꾸준히 여러 대회의 결승 및 준결승에 진출했으며, 1985년 US 오픈 준결승에서는 나브라틸로바와 명경기를 펼치기도 했다.
1986년 4월 13일, 그라프는 패밀리 서클 컵 결승에서 처음으로 크리스 에버트를 꺾고 생애 첫 WTA 대회 우승컵을 안았다.(이후 그라프는 3년 반동안 에버트에게 7승을 더 거두면서 단 한 번도 패하지 않았다) 또한 보쉬 & 롬 챔피언십, 찰스턴, 독일 오픈 대회에서도 우승을 추가했다. 특히 독일 오픈 결승에서는 나브라틸로바를 6–2, 6–3으로 꺾으며 우승했다. 이 해 프랑스 오픈에 3번 시드로 출전하였으며, 이 대회에서 가장 많은 관객이 몰리는 선수 중 한 명이었다. 그러나 그녀는 바이러스 감염에 의한 컨디션 난조로 8강에서 한나 만들리코바에게 2–6, 7–6, 6–1로 패했다. 이때 얻은 병으로 인해 그녀는 이 해 윔블던에도 불참했으며, 이후 사고로 엄지발가락까지 다치면서 한동안 경기를 갖지 못했다. 컨디션을 어느 정도 되찾은 그라프는 US 오픈 직전 마와(Mahwah)에서 열린 소규모 대회에 출전하였는데, 준결승에서 그는 다시 나브라틸로바와 경기를 갖게 되었다. 이틀에 걸쳐 열린 이 경기에서 그라프는 세 번의 매치포인트 위기를 넘긴 끝에 6–1, 6–7, 7–6로 역전승하였다. 그녀는 이후 출전한 3개의 실내 대회(토레이 팩 퍼시픽 오픈, 취리히 오픈, 브라이턴 대회)에서도 연속으로 우승하였다. 그리고 이 해 마지막으로 참가한 연말 결산 대회인 버지니아 슬림 챔피언십에서 다시 한 번 나브라틸로바를 만났는데, 이 경기에서는 나브라틸로바가 7–6, 6–3, 6–2로 승리했다.

## 기록
- 아래 기록들은 오픈 시대에 달성된 것들이다.

| 그랜드 슬램                             | 기록 내용                                        | 타이 기록                                                  |
| 프랑스 오픈 (1987–1999)                 | 그랜드 슬램 단식 22회 우승                       | 단독 기록                                                  |
| US 오픈 (1995)                          | 4개 그랜드 슬램 대회 단식에서 모두 4회 이상 우승 | 단독 기록                                                  |
| 프랑스 오픈 (1987) – 프랑스 오픈 (1990) | 13회 연속 그랜드 슬램 결승 진출                  | 단독 기록                                                  |
| 호주 오픈 (1988–1994)                   | 총 4회 우승                                      | 마가렛 코트 이본 굴라공 콜리 모니카 셀레스 세레나 윌리엄스 |
| 호주 오픈 (1988–1990)                   | 3회 연속 우승                                    | 마가렛 코트 이본 굴라공 콜리 모니카 셀레스 마르티나 힝기스 |
| 프랑스 오픈 (1987–1999)                 | 총 9회 우승                                      | 크리스 에버트                                              |
| 프랑스 오픈 (1987–1990)                 | 4연속 결승 진출                                  | 크리스 에버트 마르티나 나브라틸로바                        |
| 1987, 1989년                            | 한 해 동안 출전한 모든 대회에서 결승 진출        | 모니카 셀레스                                              |